# 商水県
商水県（しょうすい-けん）は中華人民共和国河南省周口市に位置する県。

## 行政区画
- 街道:新城街道、東城街道、老城街道、陽城街道
- 鎮:黄寨鎮、練集鎮、魏集鎮、固墻鎮、白寺鎮、巴村鎮、譚荘鎮、鄧城鎮、胡吉鎮、郝崗鎮、姚集鎮
- 郷:平店郷、袁老郷、化河郷、舒荘郷、大武郷、張明郷、張荘郷、湯荘郷